# Граддор
 Граддор  — деревня в Сыктывдинском районе Республики Коми в составе сельского поселения  Шошка. 

## География
Расположена на правобережье Сысолы на расстоянии примерно 6 км по прямой от районного центра села Выльгорт на юг-юго-восток.  

## История
Известна с 1719 года как деревня с 1 двором. Основана переселенцем из Шошки Иваном Савиновым. В 1747 году здесь отмечено 12 жителей мужского пола. В 1784 году здесь было 3 двора, 38 человек. В 1859 году здесь (Граддор или Разгортская, Разгорт) имелось 20 дворов и 130 человек, в 1882 году 250 человек, в 1916 году 65 дворов и 303 человека. В 1854 году здесь построили часовню, в 1896 году открыли школу грамоты. 

## Население
Постоянное население  составляло 28 человека (коми 100%) в 2002 году, 27 в 2010 .